# Montfort-le-Gesnois

Montfort-le-Gesnois este o comună în departamentul Sarthe, Franța. În 2009 avea o populație de 3,103 de locuitori.